# GnuCash
GnuCash是一套提供複式簿記系統的會計軟體。GnuCash起初是針對開發與Intuit, Inc.的應用程式Quicken相似的功能，但也有給中小型企業會計的特色。近期的開發專注在讓現今的桌上型電腦支援資料庫的需求。
GnuCash是GNU專案的一部分，可執行於Linux、FreeBSD、Solaris、Mac OS X與其他類Unix系統平台上。可用在  Microsoft Windows（2000或之後）的版本，始於2007年4月14日的2.1.x系列。
GnuCash主要以C語言寫成，一小部份則以Scheme。GnuCash釋出在GNU通用公共許可證之下，屬於自由軟體。

## 外部連結
- GnuCash首頁*（页面存档备份，存于）
- SourceForge專案頁面 （页面存档备份，存于）
- GnuCash教學流程與概念指引
- Mac OS X安裝指南